# 奇梅盧夫

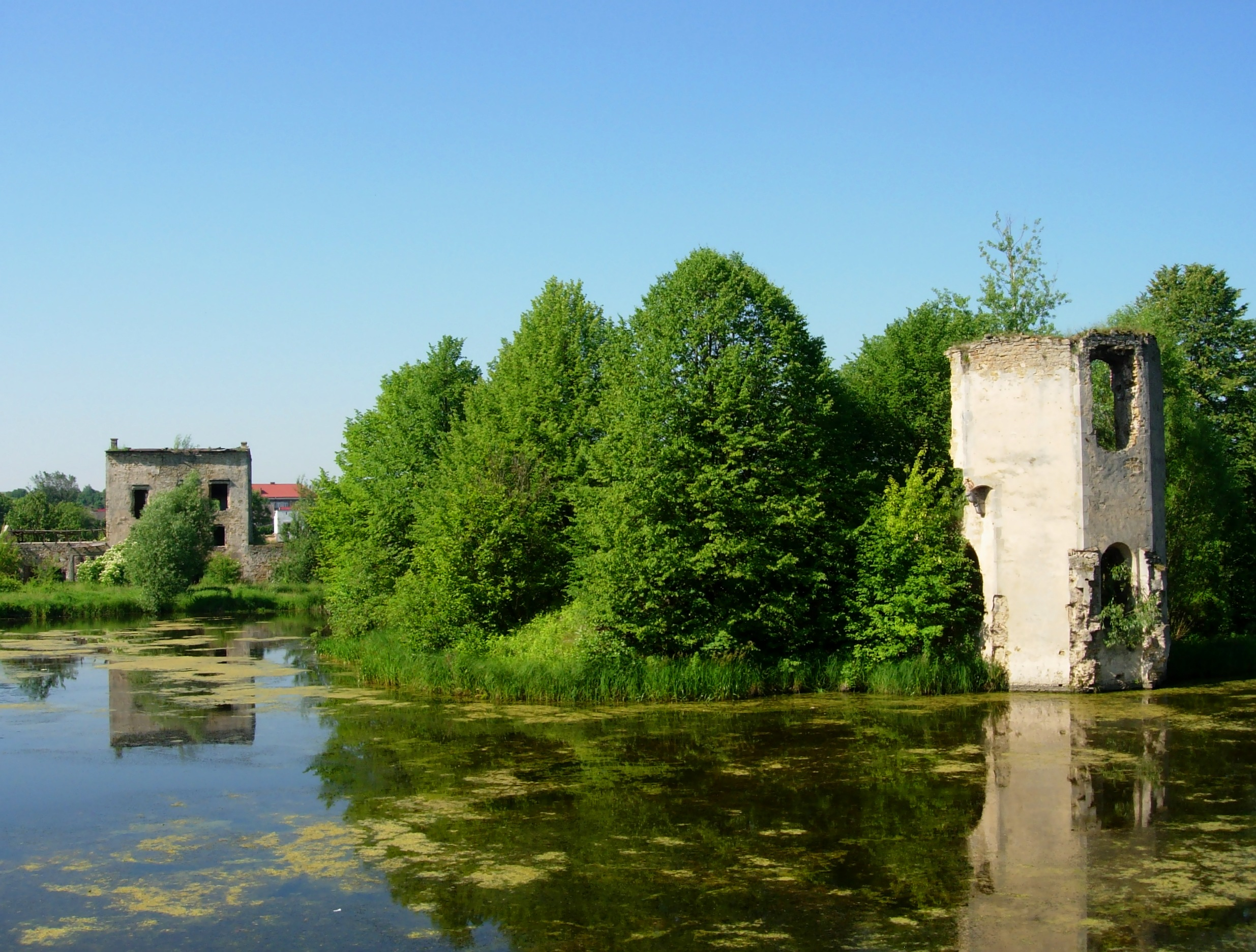

奇梅盧夫是波蘭的城鎮，位於該國東南部，由聖十字省負責管轄，始建於十四世紀，面積13.21平方公里，鎮上的瓷器工廠始建於1790年，2006年人口3,172。

## 外部連結
- Ćmielów, official website（页面存档备份，存于）

50°53′N 21°31′E / 50.883°N 21.517°E